# Philippi (West Virginia)
Philippi ist eine City im Bundesstaat West Virginia der Vereinigten Staaten. Philippi ist der Verwaltungssitz von Barbour County. Das U.S. Census Bureau hat bei der Volkszählung 2020 eine Einwohnerzahl von 2929 ermittelt.

## Geographie
Philippi liegt am Tygart Valley River. Der Großteil Philippis liegt in einem Tal, wobei das lokale Alderson-Broaddus College auf einer Anhöhe am Rand der Stadt gelegen ist. Philippi ist eine kleinere Stadt, mit vielen kleinen Geschäften und Unternehmen.

## Geschichte
Historisch geprägt ist Philippi durch den Amerikanischen Bürgerkrieg. Am 3. Juni 1861 kam es in Philippi zu der ersten Landschlacht des Amerikanischen Bürgerkrieges. Das Gefecht bei Philippi ging unter dem Namen Philippi Races in die Geschichtsbücher ein.

## Kultur und Sehenswürdigkeiten

### Museen

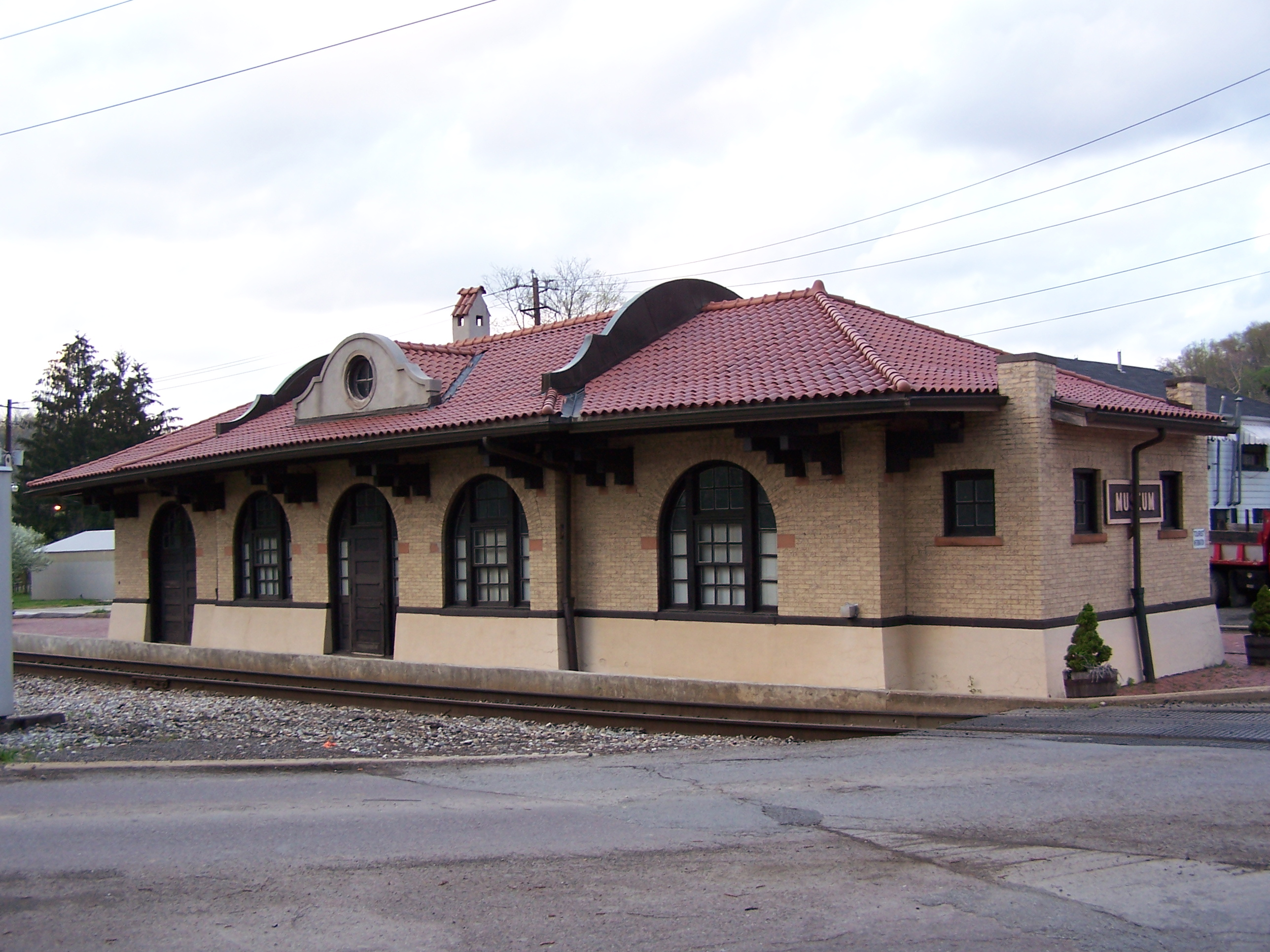
Barbour County Historical Museum

#### Barbour County Historical Museum
Nahe an der Covered Bridge ist das Museum Philippis gelegen, welches sich im alten Bahnhofgebäude befindet. Ausstellungsobjekte sind Gegenstände aus der Zeit des Bürgerkrieges sowie Bilder und Zeitzeugen von den Anfängen des florierenden Kohletagebaues, oder aber auch spezifischere Geschichte der Region wie zum Beispiel die Mumien von Philippi (Philippi Mummies) aus dem 19. Jahrhundert.

### Bauwerke

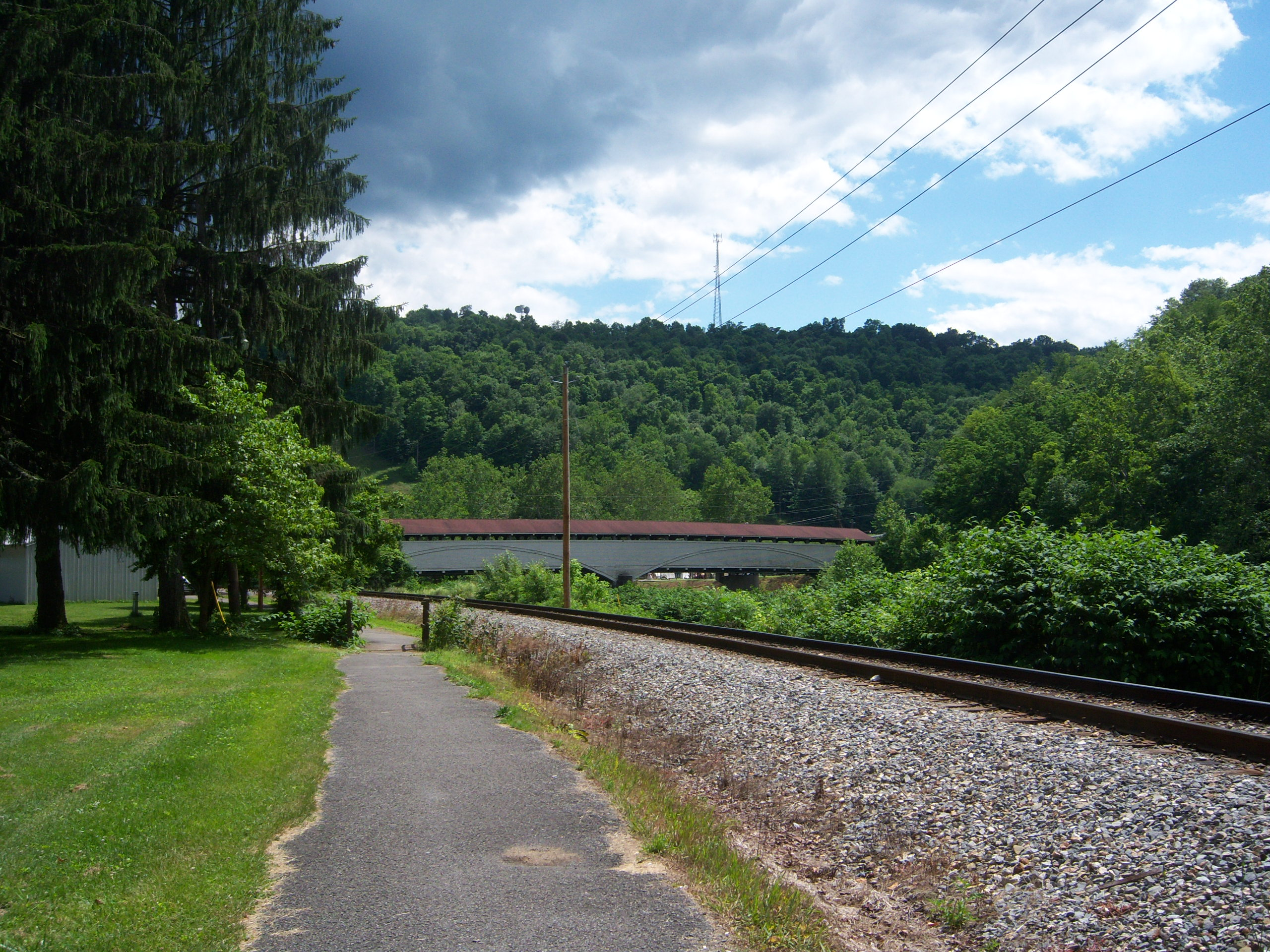
Blick auf die Philippi Covered Bridge

#### Philippi Covered Bridge
Die Philippi Covered Bridge ist eine historische, überdachte Brücke, auf welcher es auch zum Zusammentreffen der beiden Bürgerkriegsparteien kam. Gebaut in 1852, wurde sie seither zum Opfer von Überschwemmungen, Bränden und Umbauten. Am 2. Februar 1989 wurde die Brücke durch einen Brand schwer beschädigt und durch aufwendige Instandsetzungsarbeiten nachher wieder originalgetreu restauriert. Die Philippi Covered Bridge ist landesweit die einzige Brücke ihrer Art, die Teil einer Bundesstraße der USA ist.

#### Barbour County Courthouse
Ebenfalls Teil des historischen Stadtkerns Philippis ist das Barbour County Courthouse. Dies ist der offizielle Verwaltungssitz von dem Bezirk Barbour County.

## Wirtschaft und Infrastruktur

### Wirtschaftliche Entwicklung
Ursprünglich stützte sich Philippis Wirtschaft stark auf den Kohletagebau und die Eisenbahnindustrie. Mit dem starken Rückgang dieser beiden Hauptwirtschaftszweige Mitte des 20. Jahrhunderts stieg auch die Arbeitslosigkeitsquote in Philippi. Zu den heutigen Hauptarbeitgebern zählen das lokale Alderson-Broaddus College und das Broaddus Krankenhaus (Broaddus Hospital).

### Bildung

Grundschule Philippis - Philippi Elementary School

Philippi besitzt eine Grundschule (Philippi Elementary School) mit etwa 455 Schülern, eine Mittelschule (Philippi Middle School) mit etwa 261 Schülern und eine High-School (Philip Barbour High) mit etwa 709 Schülern.
Neben den staatlichen Bildungseinrichtungen ist auch die Privatschule (Feed my Sheep Christian School) mit etwa 43 Schülern vor Ort.
Mit der Alderson-Broaddus Universität ist zudem eine Universität in Philippi ansässig. Diese befindet sich in privater Hand und umfasst ungefähr 1000 Studenten.

## Söhne und Töchter der Stadt
- Alston G. Dayton, Jurist und Politiker
- Lyle Williams, Politiker